# 田中光 (イラストレーター)
田中 光（たなか ひかる）は、東京都出身の日本のSFイラストレーターである。日本推理作家協会会員である。1997年、1998年、2001年のS-Fマガジン読者賞を受賞した。

## 作品
主な仕事は、「宇宙の小石」（アイザック・アシモフ）、「時間線を遡って」（ロバート・シルヴァーバーグ）、「故郷から10000光年」（ジェイムズ・ティプトリー・Jr. ）、「第81Q戦争」（クロード・トーマス・スミス）などの装画、「S-Fマガジン」の挿画などがある。